# Non litighiamo più
Non litighiamo più è un singolo del rapper italiano Rocco Hunt pubblicato il 31 marzo 2023.

## Video musicale
Il video, diretto da Fabrizio Conte e girato a Corviale, è stato reso disponibile il 5 aprile 2023 attraverso il canale YouTube del rapper. I protagonisti del video sono gli attori Elvira Camarrone e Christian Roberto:
(Rocco Hunt)

## Tracce
Testi e musiche di Rocco Pagliarulo, Paolo Antonacci e Davide Simonetta.
1. Non litighiamo più – 3:00

## Classifiche

### Classifiche settimanali
| Classifica (2023) | Posizione massima |
| ----------------- | ----------------- |
| Italia            | 11                |

### Classifiche di fine anno
| Classifica (2023) | Posizione |
| ----------------- | --------- |
| Italia            | 26        |